# Troy Van Leeuwen
Troy Dean Van Leeuwen (Los Angeles, 5 gennaio 1970) è un polistrumentista, compositore e produttore discografico statunitense.
Di remote origini olandesi da parte di padre, Van Leeuwen ha suonato con gruppi come Failure, 60 Cycle e A Perfect Circle, Gone is Gone e, dal 2002, è membro dei Queens of the Stone Age in qualità di chitarrista.
Nel 2006 ha collaborato con J-Ax nella realizzazione del disco Di Sana Pianta.